# Astrocaryum jauari
Espèce
Astrocaryum jauari est une espèce de palmiers à feuilles pennées endémique de la forêt amazonienne.